# Regionální muzeum v Chrudimi
Regionální muzeum v Chrudimi je muzeum ve městě Chrudim v Pardubickém kraji. Sídlem muzea je novorenesanční budova v Široké ulici 86, která je od roku 1964 zapsána do státního seznamu kulturních památek.

## Historie
Počátky muzea sahají do 60. let 19. století, kdy byla v Chrudimi založena Muzejní společnost (1865). Tato společnost již tehdy shromažďovala historické předměty. Na její činnost navázalo Průmyslové muzeum pro východní Čechy založené v roce 1892. Muzeum vzniklo nejen pro kulturní, ale i pro hospodářské potřeby města. Jeho vznik byl spojen s tehdejším evropským uměleckoprůmyslovým hnutím, které usilovalo o návrat ke kvalitním předmětům. Jeho úkolem bylo povzbudit a zdokonalit průmyslovou výrobu po technické i umělecké stránce. Součástí sbírek se tak staly různé vzorníky, šablony a předměty, které sloužily jako vzor a inspirace řemeslníkům a živnostníkům při výrobě užitých předmětů. K rozvoji muzea došlo především zásluhou města, které pravidelně přispívalo na jeho provoz a nechalo pro muzeum postavit komplex muzejních budov podle projektu pražského architekta Jana Vejrycha. Neorenesanční budova byla postavena v letech 1897–1898, neobarokní budova v letech 1898–1901.
V roce 1920 vzniklo v Chrudimi další muzeum – Vlastivědné muzeum pro východní Čechy, které sídlilo ve stejné budově a s průmyslovým muzeem mělo také společné vedení. Po druhé světové válce se vlastivědné a průmyslové muzeum sloučilo v Průmyslové a vlastivědné muzeum pro východní Čechy. Organizační změny po roce 1948 znamenaly zúžení sběrné oblasti muzea na území chrudimského okresu. V Chrudimi postupně existovalo Vlastivědné muzeum, Okresní vlastivědné muzeum a Okresní muzeum.
V současné době se v muzeu nachází tři stálé expozice – Mozaika z dějin regionu, Umělecký plakát a Umělecké řemeslo. Kromě stálých expozic realizuje muzeum každoročně kolem deseti krátkodobých výstav, školám nabízí výukové programy k výstavám a speciální program konzervátorského oddělení. Dále muzeum pořádá přednášky a vydává periodikum Chrudimské vlastivědné listy, Chrudimský vlastivědný sborník a další odborné publikace.
Regionální muzeum v Chrudimi, zřizované Pardubickým krajem, v současnosti využívá pro svou činnost neorenesanční budovu dokončenou v roce 1898, ve které se nacházejí expoziční a výstavní sály, depozitáře, muzejní knihovna a pracoviště muzea. V neobarokní části sídlí od roku 1991 Chrudimská beseda a Kabinet ex libris Památníku národního písemnictví. Muzeum využívá i další budovy v Chrudimi, v Rybičkově ulici č.p. 10 sídlí detašované archeologické a přírodovědné pracoviště. V současné době muzeum spravuje, doplňuje a odborně zpracovává více než stotisícový sbírkový fond (přes 140 000 sbírkových předmětů, které shromáždilo za více než stoletou existenci) z oboru regionální vlastivědy, přírodních věd a uměleckého průmyslu, odbornou knihovnu a velmi cennou sbírkovou knihovnu. Oblastí profesního zájmu dnešního muzea je území chrudimského regionu (v hranicích okresu Chrudim), kde muzeum zajišťuje i archeologickou památkovou péči.
Sbírkový fond, rozdělený podle oborů a materiálových skupin do šesti podsbírek (historie, výtvarné umění, etnografie, přírodovědná, archeologie a knihovna) je evidován v centrální evidenci sbírek Ministerstva kultury ČR pod číslem MRU/002-05-06/132002. Obsahuje několik jedinečných specifických souborů, např. soubor původních litografií plakátů Alfonse Muchy z přelomu 19. a 20. století, historické i současné lidové hračky z chrudimského regionu, velkou kolekci dýmek z Prosečska, vánoční ozdoby regionální provenience, textilní výšivky a kolekci kování z 19. století. Ročně přibývá do sbírkového fondu několik stovek předmětů, akvizice je vždy projednávána v Poradním sboru pro sbírkotvornou činnost.
Sbírková knihovna obsahuje více než 17 000 svazků a je rozčleněna na regionální knihovnu, knihy z pozůstalostí heraldika a historika Antonína Rybičky Skutečského (1812–1899) a historika a geografa Pavla Papáčka (1863–1930), sbírku kramářských tisků a sbírku starých tisků a rukopisů. Knižní sbírkový fond se utvářel postupně v průběhu existence bývalého Průmyslového a Vlastivědného muzea pro Východní Čechy v Chrudimi. Charakter uceleného fondu mají pouze knihovny děkana J. L. Zieglera, faráře Devotyho, historiků Antonína Rybičky Skutečského a Pavla Papáčka, jež muzeum získalo darem nebo koupí. Velkou část tzv. kramářských tisků získalo muzeum darem přímo z chrudimských tiskáren. Předmětem mimořádného zájmu historiků umění i muzikologů jsou především dva objemné místní graduály z 16. století, český z roku 1570 a latinský z roku 1530.